# Casinhas
Casinhas este un oraș în Pernambuco (PE), Brazilia.